# Axiom (album)
Pour les articles homonymes, voir Axiom.
Albums de Archive
With Us Until You're Dead
(2012) Restriction
(2015)
Axiom est le dixième album d'Archive doublé d'un moyen métrage de 37 min 35 s, Axiom, Stories of the City, écrit par David Gambero et réalisé par le collectif espagnol NYSU sortis en mai 2014. Le DVD du film offre la bande son en stéréo et en Dolby Digital 5.1.

## Pistes
| 1.         | Distorted Angels             | Keeler / Berrier, Griffiths                 | Pollard Berrier               | 3:22 |
| 2.         | Axiom                        | Keeler, Griffiths                           |                               | 9:59 |
| 3.         | Baptism                      | Keeler / Pen                                | Dave Pen                      | 5:02 |
| 4.         | Transmission Data Terminate  | Keeler / Berrier, Griffiths, Martin         | Pollard Berrier, Holly Martin | 4:57 |
| 5.         | The Noise of Flames Crashing | Keeler, Griffiths / Griffiths               | Maria Q                       | 4:16 |
| 6.         | Shiver                       | Keeler, Griffiths / Griffiths, Pen, Berrier | Dave Pen, Pollard Berrier     | 7:21 |
| 7.         | Axiom (reprise)              | Keeler                                      |                               | 4:25 |
| 40 minutes |                              |                                             |                               |      |

| 8.       | Mutilate (bonus) | 5:25 |
| 5 min 25 |                  |      |